# Dobromîl
Dobromîl (în ucraineană Добромиль) este un oraș raional din raionul Starîi Sambir, regiunea Liov, Ucraina. În afara localității principale, nu cuprinde și alte sate.

## Demografie
Componența lingvistică a orașului Dobromîl
     Ucraineană (97,65%)
     Alte limbi (0,86%)
Conform recensământului din 2001, majoritatea populației orașului Dobromîl era vorbitoare de ucraineană (97,65%), existând în minoritate și vorbitori de polonă (1,45%).